# Luis Jorge Rivera Herrera

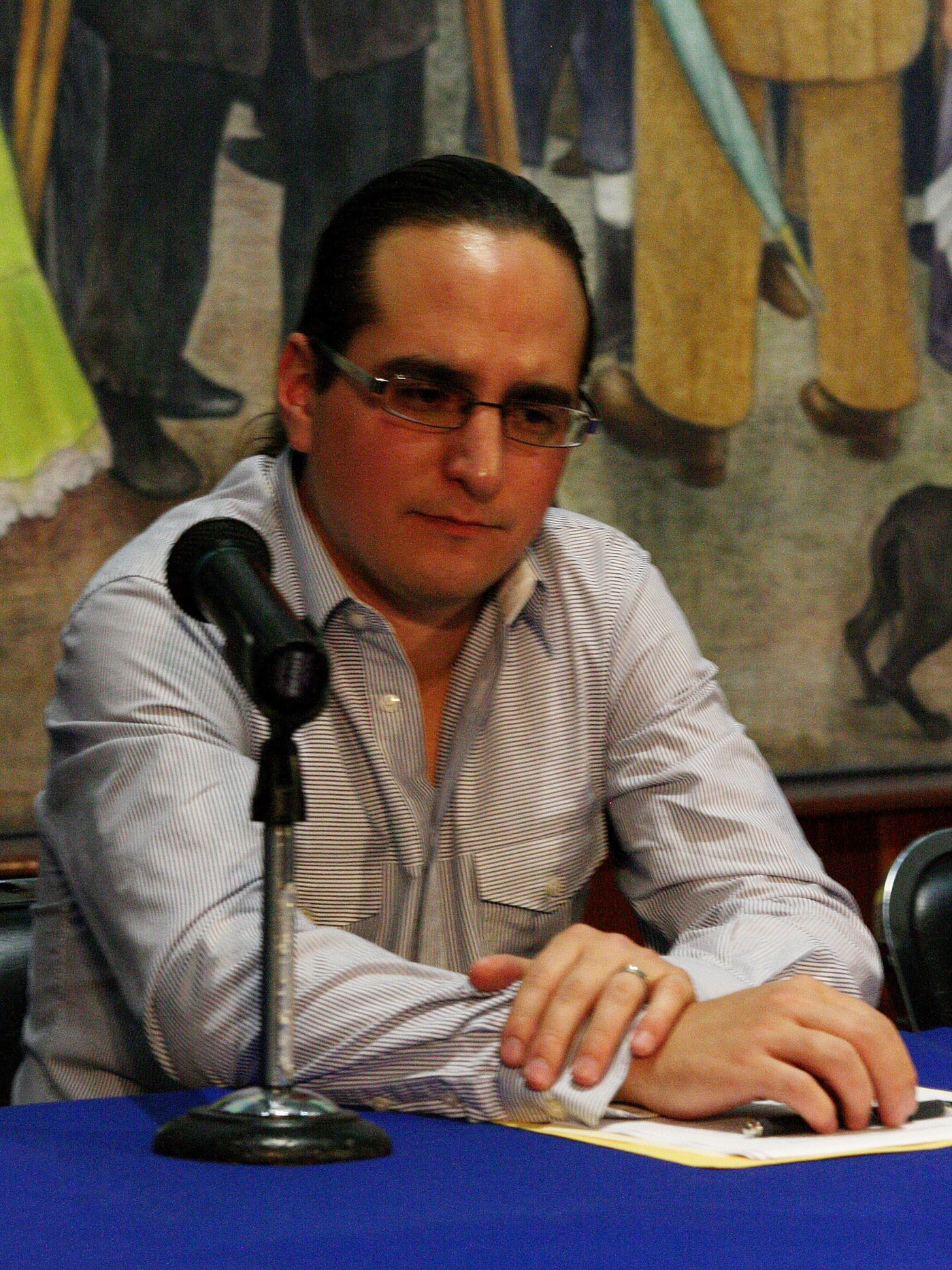
Jorge Luis Herrera em 2011

Luis Jorge Rivera Herrera (nascido em 1972 em Trujillo Alto, Porto Rico) é um activista ambiental porto-riquenho. Recebeu o Prémio Ambiental Goldman em 2016 pelo seu trabalho de protecção à Reserva Natural do Corredor Ecológico do Nordeste (CEN).